# Liste der Nummer-eins-Hits in den Niederlanden (1967)
Diese Liste enthält alle Nummer-eins-Hits in den Niederlanden im Jahr 1967. Es gab in diesem Jahr 18 Nummer-eins-Singles.
| Singles |
| --- |
| - The Easybeats und The Dukes – Friday on My Mind - 2 Wochen (24. Dezember 1966 – 6. Januar 1967) - Tom Jones – Green, Green Grass of Home - 2 Wochen (7. Januar – 20. Januar) - The Monkees – I’m a Believer - 3 Wochen (21. Januar – 10. Februar) - Boudewijn de Groot – Land van Maas en Waal - 3 Wochen (11. Februar – 3. März) - The Beatles – Penny Lane / Strawberry Fields Forever - 4 Wochen (4. März – 31. März) - Petula Clark und Harry Secombe – This Is My Song - 4 Wochen (1. April – 28. April) - Sandie Shaw – Puppet on a String - 3 Wochen (29. April – 19. Mai) - Manfred Mann – Ha! Ha! Said the Clown - 3 Wochen (20. Mai – 9. Juni) - The Kinks: Waterloo Sunset - 1 Woche (10. Juni – 16. Juni) - Procol Harum – A Whiter Shade of Pale - 5 Wochen (17. Juni – 21. Juli) - The Beatles – All You Need Is Love - 3 Wochen (22. Juli – 11. August) - Scott McKenzie – San Francisco (Be Sure to Wear Flowers in Your Hair) - 6 Wochen (12. August – 22. September) - The Rolling Stones – We Love You / Dandelion - 2 Wochen (23. September – 6. Oktober) - Keith West – Excerpt from a Teenage Opera - 2 Wochen (7. Oktober – 20. Oktober) - The Bee Gees – Massachusetts - 3 Wochen (21. Oktober – 10. November) - Procol Harum – Homburg - 3 Wochen (11. November – 1. Dezember) - Johnny Kraaykamp & Rijk de Gooyer – De Bostella - 2 Wochen (2. Dezember – 15. Dezember) - The Beatles – Hello, Goodbye - 4 Wochen (16. Dezember 1967 – 12. Januar 1968) |

Siehe auch: Nummer-eins-Hits 1967 in  Australien, Belgien, Deutschland, Finnland, Frankreich, Irland, Italien, Neuseeland, Norwegen, Österreich, Spanien, den Vereinigten Staaten und im Vereinigten Königreich.